# Appennino tosco-emiliano
L'Appennino tosco-emiliano è una suddivisione della catena degli Appennini; in senso stretto è il tratto dell'Appennino settentrionale, che interessa il confine e le aree adiacenti di Toscana ed Emilia; la catena  appenninica prosegue poi a sud-est, tra Toscana e Romagna, a costituire l'Appennino tosco-romagnolo, con il Passo della Futa a dividerlo dal segmento tosco-emiliano. Il versante toscano si ricollega al subappennino toscano, a sua volta collegato all'antiappennino toscano.

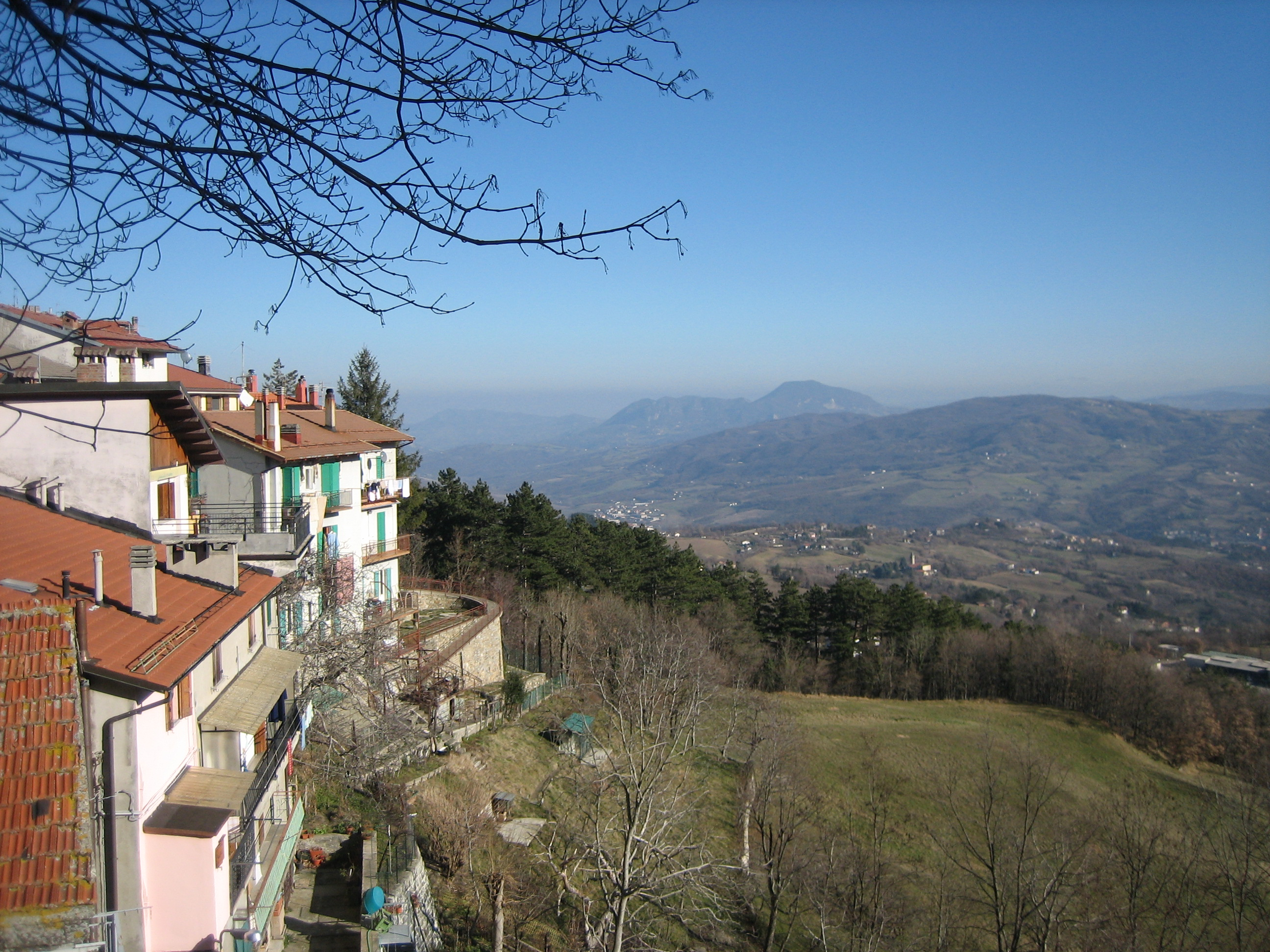
L'Appennino Tosco-Emiliano a Castelluccio (Porretta Terme)

In senso ampio, si tratta dell'intero tratto di Appennino settentrionale che divide la Toscana dall'Emilia-Romagna: il passo della Cisa lo separa a nord-ovest dall'Appennino ligure, mentre, a seconda delle fonti, il limite meridionale è identificato nel valico di Bocca Trabaria o in quello di Bocca Serriola o nell'intera zona compresa tra i due; oltre tale limite si estende l'Appennino umbro-marchigiano.

## Descrizione
Al 9 giugno del 2015 la porzione di territorio estesa su una superficie di 223 229 ettari all'interno delle province di Reggio nell'Emilia (Baiso, Canossa, Carpineti, Casina, Castelnovo ne' Monti, Toano, Ventasso, Vetto, Vezzano sul Crostolo e Villa Minozzo), Parma (Berceto, Calestano, Corniglio, Monchio delle Corti, Langhirano, Lesignano de' Bagni, Neviano degli Arduini, Palanzano e Tizzano Val Parma), Modena (Castelvetro di Modena, Guiglia, Lama Mocogno, Maranello, Marano sul Panaro, Montecreto, Montefiorino, Montese, Fanano, Fiumalbo, Fiorano Modenese, Frassinoro, Palagano, Pavullo nel Frignano, Pievepelago, Polinago, Prignano sulla Secchia, Riolunato, Sassuolo, Serramazzoni, Sestola, Zocca), Massa-Carrara (Bagnone, Casola in Lunigiana, Comano, Filattiera, Fivizzano, Fosdinovo, Licciana Nardi e Villafranca in Lunigiana) e Lucca (Castelnuovo Garfagnana, Piazza al Serchio, Pieve Fosciana, San Romano in Garfagnana, Sillano Giuncugnano e Villa Collemandina) fu dichiarata Riserva della biosfera dell'UNESCO.

### Suddivisioni del versante toscano

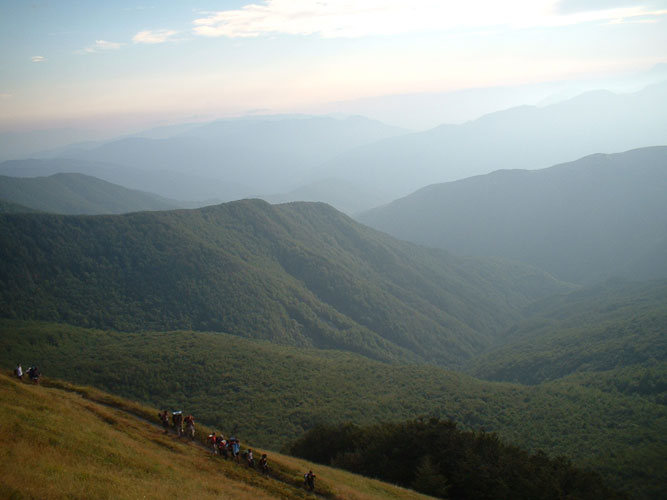
Versante toscano: la Montagna Pistoiese, presso il Passo del Cancellino (1634 m s.l.m.)

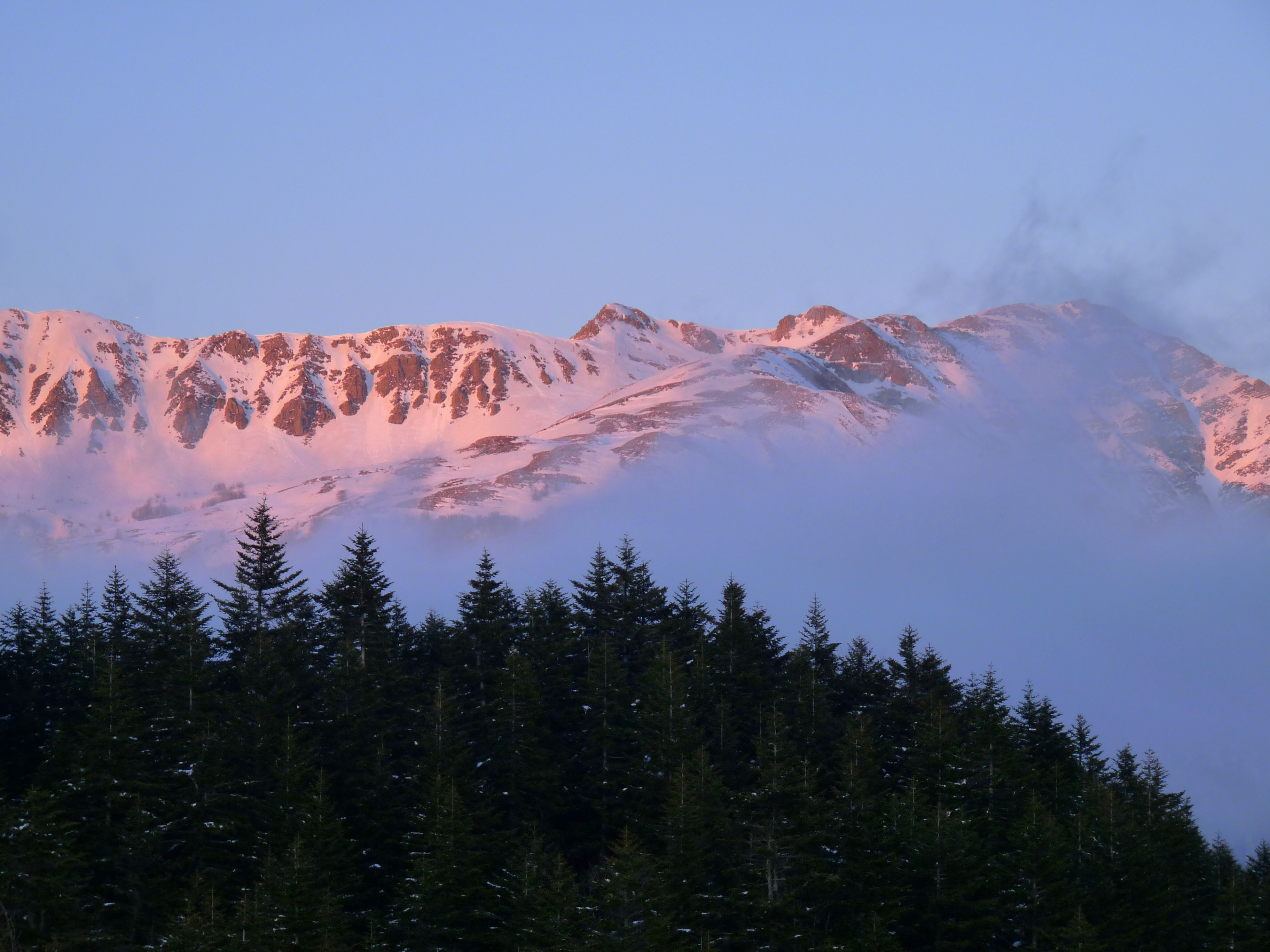
Monti dell'Abetone

Le valli che discendono verso sud sono ampie e fertili:
- la Lunigiana, che prende nome dell'antica città portuale di Luni (ora sito archeologico) e percorsa dal fiume Magra
- la Montagna Pistoiese con la Valleriana e la Montagna di Marliana
- la Garfagnana, al fondo della quale tra le Alpi Apuane ed il massiccio del Monte Cimone scorre il Serchio
- Val di Bisenzio
- Monti della Calvana
- Mugello
- Casentino

### Suddivisioni del versante emiliano

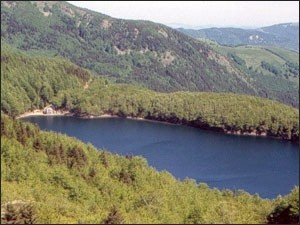
Appennino parmense: Lago Santo

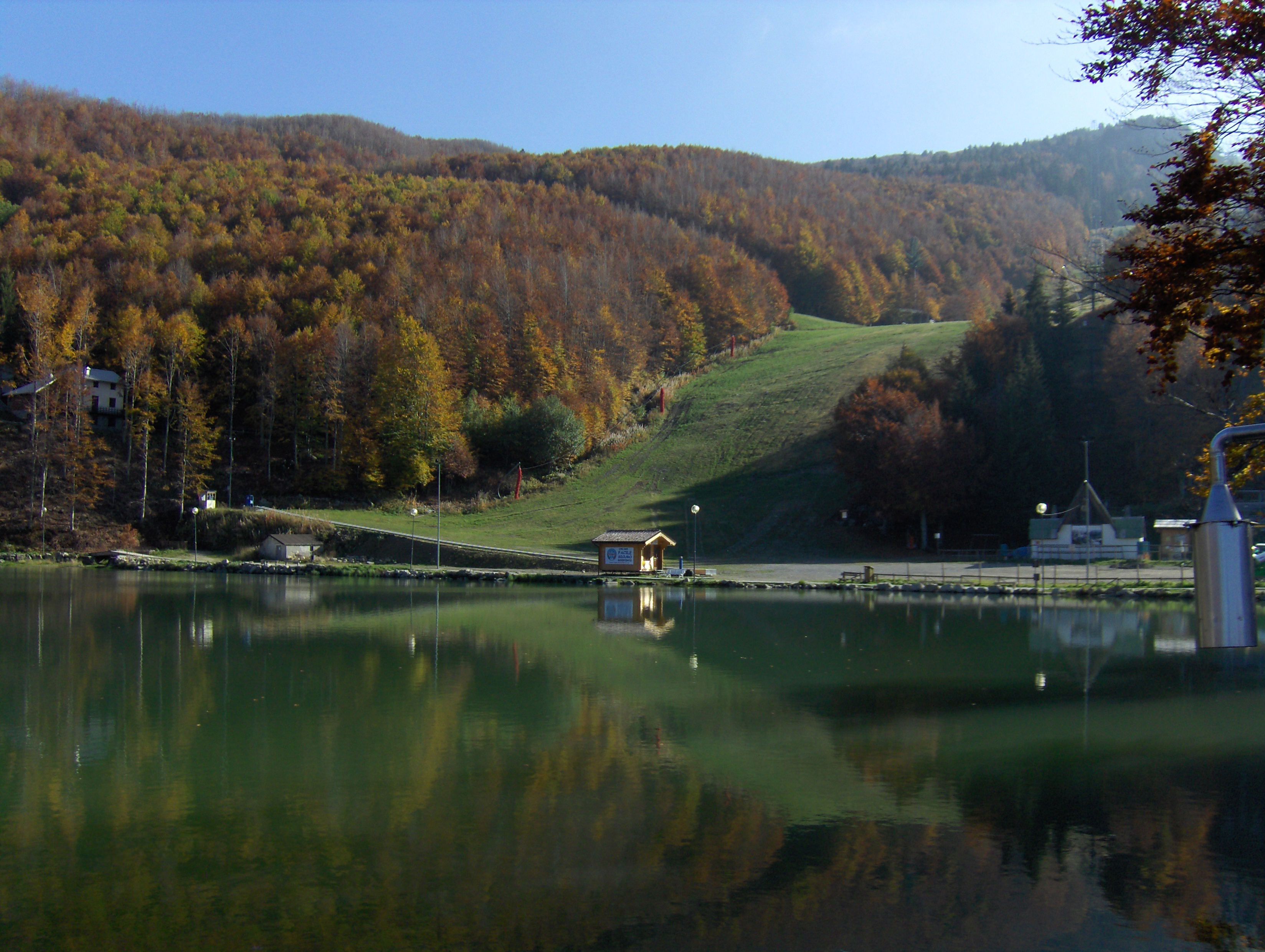
Appennino reggiano: Cerreto Laghi in autunno

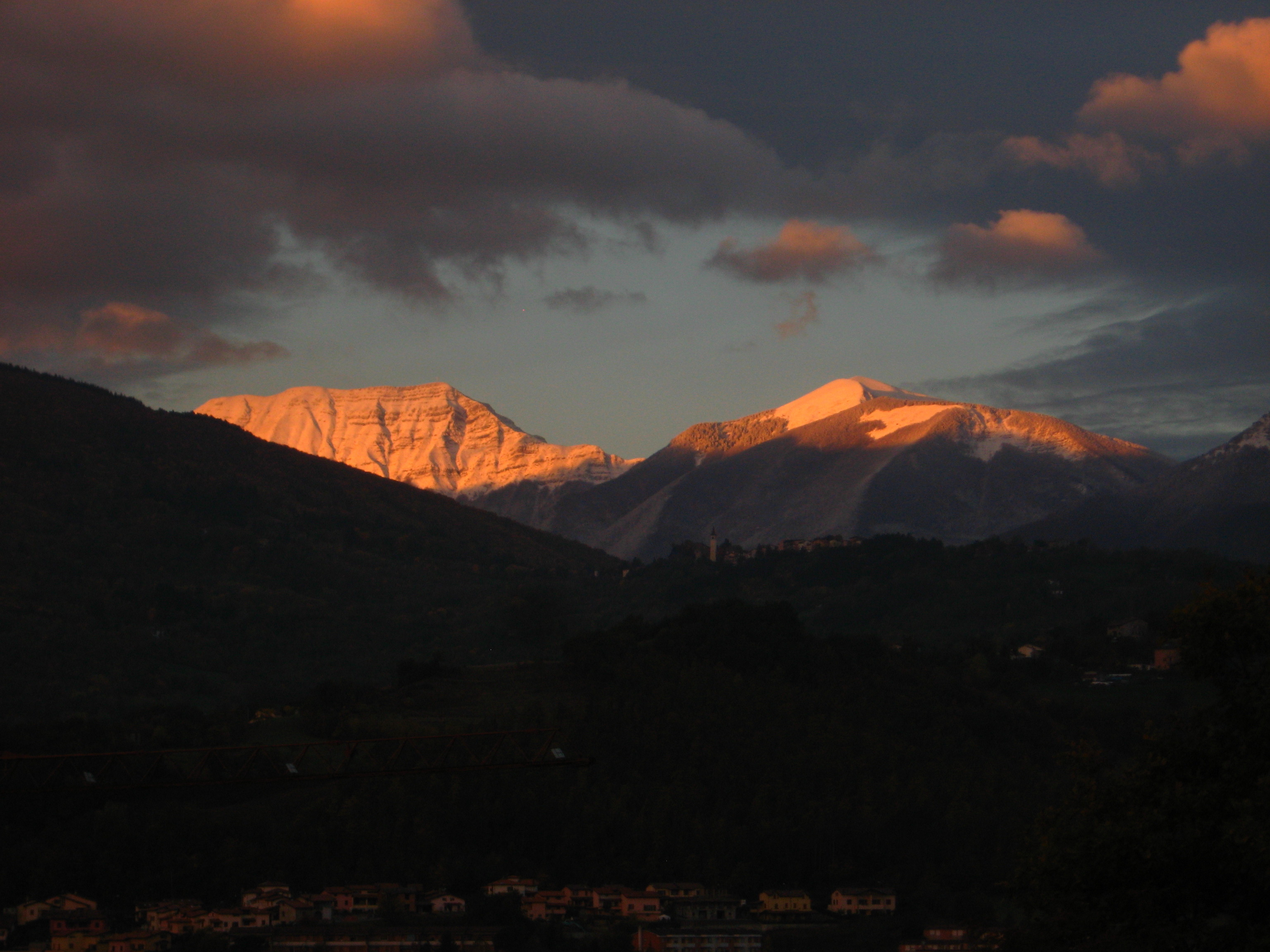
Appennino bolognese: Corno alle Scale

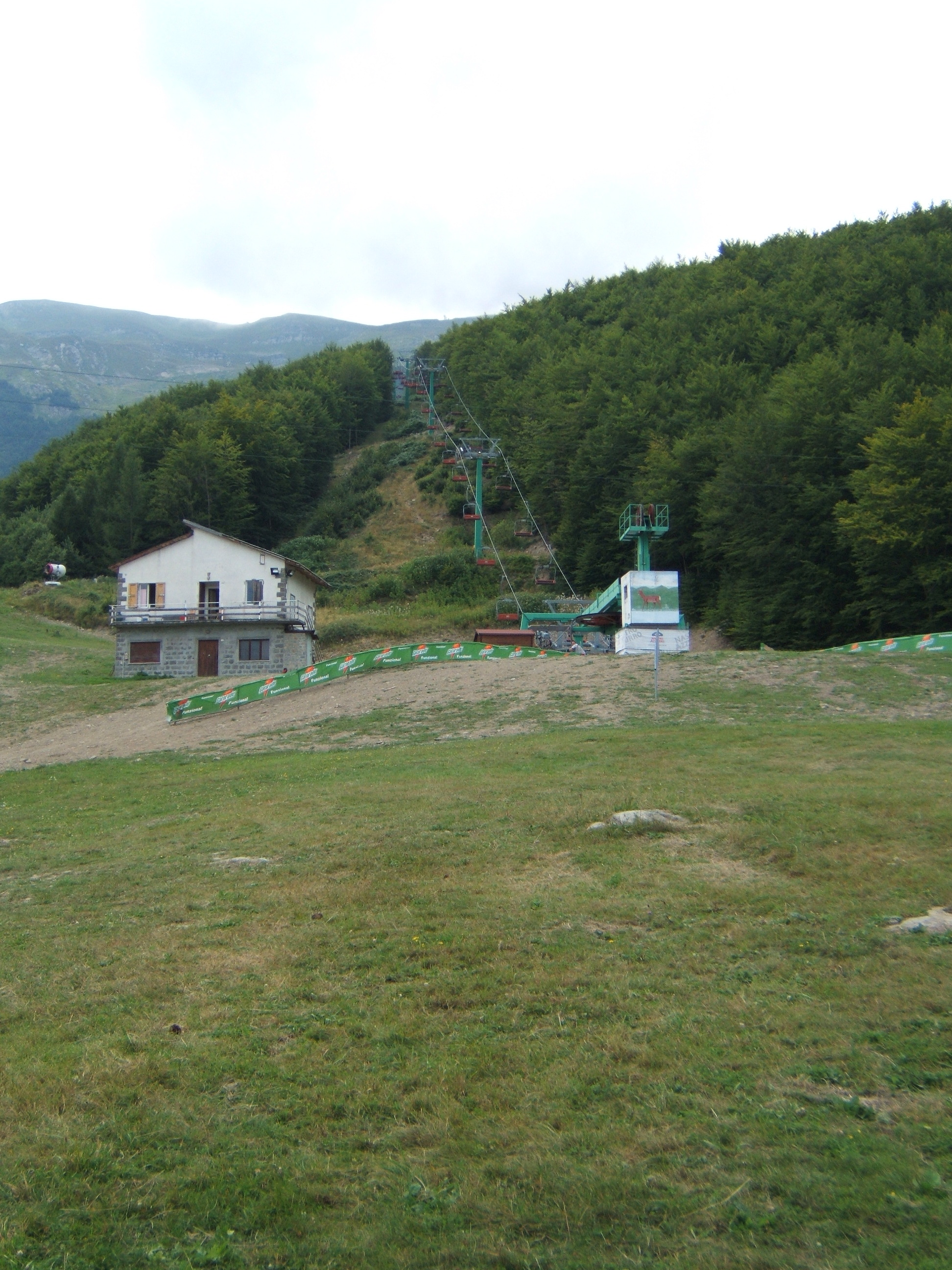
Febbio

- Appennino parmense
- Appennino reggiano
- Appennino modenese (Frignano)
- Appennino bolognese

### Orografia
Le montagne principali dell'Appennino tosco-emiliano sono:

- Monte Cimone - 2.165 m
- Monte Cusna - 2.120 m
- Sasso del Morto - 2077 m (facente parte del crinale del M. Cusna)
- Monte Piella - 2071 m (facente parte del crinale del M. Cusna)
- Monte Prado - 2.054 m
- Alpe di Succiso - 2.017 m
- Monte Giovo - 1.991 m
- Monte Casarola - 1.978 m
- Monte Rondinaio - 1.964 m
- Monte Lagoni - 1.962 m
- Corno alle Scale - 1.945 m
- Alpe Tre Potenze - 1.940 m
- Libro Aperto - 1.937 m
- Monte Alto - 1.904 m
- Monte La Nuda - 1.895 m
- Monte Gomito - 1.892 m
- Monte Cornaccio -1.881 m
- Punta Buffanaro - 1.878 m
- Monte Sillara - 1.861 m
- Cima dell'Omo - 1.859 m
- Monte Cavalbianco - 1.855 m
- Monte Cupolino - 1.853 m
- Monte Marmagna - 1.852 m
- Monte Losanna - 1.840 m
- Monte Matto - 1.837 m
- Monte Bragalata - 1.835 m
- Le Porraie - 1.833 m
- Monte Orsaro - 1.831 m
- Monte Spigolino - 1.827 m
- Monte La Nuda - 1.827 m
- Monte Braiola - 1.821 m
- Monte Paitino - 1.815 m
- Cima Belfiore - 1.810 m
- Monte Gennaio - 1.810 m
- Cima Tauffi - 1.799 m
- Monte Brusa - 1.796 m
- Monte Bocco - 1.790 m
- Monte Aquila - 1.780 m
- Monte Nuda - 1.775 m
- Monte Giovarello - 1.760 m
- Monte Canuti - 1.749 m
- Balzo delle Rose - 1.739 m
- Monte Ventasso - 1.727 m
- Bocchetta dell'Orsaro - 1.724 m
- Monte Malpasso - 1.715 m
- Alpe del Pellegrino - 1.700 m
- Monte Fosco - 1.683 m
- Pedata del Diavolo - 1.665 m
- Tecchio dei Merli - 1.644 m
- Alpesigola - 1.642 m
- Monte Caio - 1.584 m
- Monte Modino - 1.557 m
- Monte Orsigna - 1.555 m
- Sasso Tignoso - 1.492 m

### Valichi
I valichi principali che interessano l'Appennino tosco-emiliano sono:
- Foce a Giovo - 1.674 m
- Passo della Pradarena - 1.579 m
- Passo delle Radici - 1.529 m
- Passo dei 2 Santi - 1.392 m
- Passo dell'Abetone - 1.388 m
- Passo del Cerreto - 1.261 m
- Passo di Cirone - 1.255 m
- Passo del Lagastrello - 1.200 m
- Passo della Cisa - 1.045 m
- Passo della Raticosa - 968 m
- Passo della Collina - 932 m
- Passo della Futa - 903 m
- Passo di Monte Oppio - 821 m